# Enclave (jogo eletrônico)
O jogo é ambientado em um reino de fantasia medieval, os jogadores podem optar por assumir o papel entre um "Warrior of Light" ("Guerreiro da Luz") ou um "Minion of Darkness" ("Seguidor das Trevas"), progredindo em missões distintas e únicas que refletem a natureza dessa decisão.  

## Sinopse

### Enrendo
Mil anos atrás, os exércitos Dreg'Atar do lorde demônio conhecido como Vatar tinha tudo, mas destruiu o povo de Celenheim. Em um ato de desespero, o grande mago Zale separou a terra e criou um fosso em torno Celenheim, mantendo os exércitos de Vatar na baía. Com o tempo, Celenheim esqueceu a guerra e esqueceu como Vatar infernizou as suas vidas. Agora, a brecha está fechando, e o mal ameaça a terra mais uma vez. Um herói incerto, libertado da prisão por acaso, deve elevar-se e lutar pela Luz ou Escuridão, seja para destruir o rei demônio Vatar ou matar a rainha de Celenheim.

### Personagens
- Alecto: O líder dos Ancestors (o povo de Meckelon), que se assemelha a um típico imperador romano. O jogador deve ganhar uma audiência com ele a fim de obter sua ajuda na próxima guerra com os Outlanders.
- Head Councillor Mordessa: A feiticeira do mal que deseja convocar Vatar e, juntamente com ele, reinar sobre o mundo. Com um coração cruel e uma habilidade mágica extraordinária, ela é certamente capaz de realizar seu objetivo. Ela é a amante do jogador para a maioria da campanha das Trevas.
- High Wizard Zale: O mago poderoso e misterioso que derrotou Vatar, já assumido morto.
- Queen Aylindel e Princess Jasindra: Boas governantes dos enclavianos. Jasindra é virgem, e Mordessa precisa dela como sacrifício para Vatar, a fim de unir-se com seu "amor".
- Vatar ("Great One"): Um antigo demônio poderoso e a encarnação do mal e do medo. Certa vez, ele foi destruído por High Wizard Zale, mas mais tarde revivido pelo Head Councillor Mordessa com a ajuda do Tome of Souls. Ele é forçado a obedecer Mordessa, mas em última análise, visa libertar-se do limite de seu servo "amado". Ao fazê-lo, ele será capaz de assumir seu papel anterior, a fim de invadir o Enclave e levar de volta a própria magia que ele uma vez perdeu.
- Zurana: Uma vez que uma feiticeira ambicioso e um rival de Mordessa pelo afeto de Vatar, Zurana foi consumido por forças malignas do Tome of Souls e foi derrotado por Vatar. Ela agora aparece como um grande esqueleto de demônio.

## Jogabilidade
Em Enclave o jogador controla o persnagem em visão em terceira pessoa, e desbloqueia novos personagens conforme concluie as missões e avança na campanha. Cada personagem tem um conjunto de opções ofensivas de curta e longa distância como espada, faca, besta, arco e flecha, cajado etc. No início de cada missão, o jogador escolhe um personagem para controlar, e depois seleciona armas e equipamentos para enfrentar a missão custando um certo valor de ouro. O jogador coleciona ouro e jóias para aumentar o total de ouro inicial disponível no início de cada missão.

## Recepção
De acordo com o Gamerankings, o game recebeu nota média de 75.04% para PC e 70.78% para a versão de Xbox.

## Legado
Em março de 2003, Starbreeze anunciou o desenvolvimento de Enclave II para Xbox, PlayStation 2 e PC. O jogo prometia apresentar um novo sistema de combate e um espetáculo de captura de movimento, contando com o modo single-player, modo cooperativo e multiplayer competitivo. O protagonista chama-se Erlendur, um jovem aprendiz de Ancestor aprendiz de feiticeiro, e sua missão era chegar em Enclave antes da feiticeira do mal Callia chegasse. 